# Хусанова, Назирхон
Назирхон Хусанова (род. 1932 год) — ткачиха Маргиланской фирмы авровых тканей «Атлас» Министерства лёгкой промышленности Узбекской ССР, Ферганская область. Герой Социалистического Труда (1971).
В 1970 году досрочно выполнила личные социалистические обязательства и производственные задания Восьмой пятилетки (1966—1970). Указом Президиума Верховного Совета СССР от 5 апреля 1971 года «за выдающиеся успехи в досрочном выполнении заданий пятилетнего плана и большой творческий вклад в развитие производства тканей, трикотажа, обуви, швейных изделий и другой продукции легкой промышленности» удостоена звания Героя Социалистического Труда с вручением ордена Ленина и золотой медали «Серп и Молот».
С 1965 года - член КПСС, Избиралась делегатом XIX съезда Компартии Узбекистана. 